# Elisabeth Schneider-Schneiter
Pour les articles homonymes, voir Schneider et Schneiter.
Elisabeth Schneider-Schneiter, née le 19 février 1964 à Bâle (originaire du même lieu, de Lenzbourg et de Schwendibach), est une personnalité politique suisse du canton de Bâle-Campagne, membre du Centre.
Elle siège au Conseil national depuis fin 2010.

## Biographie
Elisabeth Schneider-Schneiter naît Elisabeth Schneiter le 19 février 1964 à Bâle. Elle est originaire du même lieu, de Lenzbourg, dans le canton d'Argovie, et de Schwendibach, dans le canton de Berne. Elle est la troisième d'une fratrie de cinq enfants. Leur père, originaire du canton de Berne, est agriculteur.
Elle grandit à Hofstetten, dans le canton de Soleure. Après sa maturité à Bâle en 1984, elle fait des études de droit à l'Université de Bâle, où elle obtient une licence,.
Elle travaille un temps comme secrétaire municipale suppléante de la commune de Therwil, puis comme secrétaire municipale de celle de Biel-Benken jusqu'à fin 2010,.

## Parcours politique
Elisabeth Schneider-Schneiter est élue en 1999 au Landrat du canton de Bâle-Campagne et le préside en 2006-2007. De 2007 à 2010, elle y est chef du groupe PDC/PEV.
Le 29 novembre 2010, elle succède à Kathrin Amacker, démissionnaire, au Conseil national. Elle est réélue en 2011, 2015, 2019 et 2023. Elle est membre de la Commission de politique extérieure (CPE), qu'elle préside de fin 2017 à fin 2019, et de la Commission de la science, de l'éducation et de la culture (CSEC) de fin 2011 à fin 2015 et fait partie de la délégation auprès de l'Assemblée parlementaire du Conseil de l'Europe à Strasbourg jusqu'à janvier 2020,. Elle fait par ailleurs partie du comité directeur du Parti démocrate-chrétien suisse de 2015 à juin 2021.
Le 18 octobre 2018, à la suite du retrait de Doris Leuthard, elle est candidate au Conseil fédéral.

### Positionnement politique
Selon un article du Temps de 2018, elle fait partie de l'aile droite de son parti, tandis qu'un article de la Neue Zürcher Zeitung (NZZ) de la même année la dit inclassable, ayant la réputation d'être proche des milieux patronaux à Berne mais d'appartenir à l'aile gauche de son parti dans son propre canton, et prompte à changer d'avis pour nouer des majorités, au point d'être qualifiée d'opportuniste par ses adversaires. Elle-même dit défendre « une politique sociale économiquement supportable et une politique économique socialement supportable » (Eine wirtschaftsverträgliche Sozialpolitik und eine sozialverträgliche Wirtschaftspolitik) et non dogmatique. Dans le classement des parlementaires publié par la NZZ, elle se situe plutôt à la droite de son groupe parlementaire. Elle est libérale sur les questions de société et défend les intérêts de l'industrie pharmaceutique, puissante dans sa région.
Elle a milité pour la réunification des cantons de Bâle-Ville et de Bâle-Campagne (processus refusé en votation par le second canton en 2014 par 55 % des voix). Elle soutient également l'interdiction de la burqa, une augmentation de l'âge de la retraite et la libéralisation des heures d'ouverture des magasins.

### Autres mandats
Elle fait notamment partie du comité directeur d'Économiesuisse et préside le comité de la Chambre de commerce des deux Bâle,.

## Vie privée
Son époux est Laurenz Schneider. Le couple a deux deux enfants. Elle est de confession protestante.
Elle habite à Biel-Benken, dans le canton de Bâle-Campagne.